# Zaytuna College
Das Zaytuna College (arabisch كلية الزيتونة kullīyat az-zaitūna), vormals Zaytuna Institute, ist eine Non-Profit-Bildungseinrichtung in Berkeley im US-Bundesstaat Kalifornien. Amerikas erstes muslimisches Liberal Arts College wurde 2009 von Hamza Yusuf, Imam Zaid Shakir und Hatem Bazian gegründet. Ziel dieser Institution sei es, islamisches Denken im Kontext der zeitgenössischen Gesellschaft zu stärken. Es ist die erste muslimische Bildungseinrichtung dieser Art in den Vereinigten Staaten.

## Geschichte
Es wurde ursprünglich als Zaytuna Institute 1996 von Hamza Yusuf und Hesham Alalusi in Kalifornien gegründet. 1998 wurde der Standort für die Akademie in Hayward gekauft. Mehrere Konferenzen fanden am Zaytuna-Institut statt, an denen viele hochrangige muslimische Gelehrte aus der ganzen Welt teilnahmen. Die 2009 in Zaytuna College umbenannte Einrichtung strebt als erste islamische Hochschule in den Vereinigten Staaten eine Zertifizierung der Abschlüsse an, die von den anderen großen Bildungseinrichtungen in der muslimischen Welt, wie beispielsweise der al-Azhar-Universität in Ägypten, anerkannt werden.
2014 war das erste Jahr, an dem am Zaytuna College BA degrees (Bachelor-Grade) verliehen wurden. Sie sind von der Western Association of Schools and Colleges (WASC) akkreditiert.
Das 4. Seminar des Katholisch-Muslimischen Forums fand vom 6. bis 8. November 2017 am Zaytuna College statt. Es stand unter dem Thema Integral Human Development: Growing in Dignity. Catholic and Muslim perspectives. Viele Teilnehmer der muslimischen Delegation (unter Leitung von Shaykh Hamza Yusuf) kamen vom Zaytuna College.